# Секур (приток Вычегды)
Секур — река в России, протекает в Ленском районе Архангельской области. Является левым притоком реки Вычегда (бассейн Северной Двины).

## География
Устье реки находится в 93 км по левому берегу реки Вычегда. Секур вытекает из обширного болота Пахирь, находящемуся на водоразделе рек Вычегда, Верхняя Лупья и Нижняя Лупья. Длина реки составляет 14 км. У станции платформа 1174-й км реку пересекает железная дорога Котлас — Микунь. В среднем течении описывает петлю, разворачиваясь с северного направления течения на южное.

## Данные водного реестра
По данным государственного водного реестра России относится к Двинско-Печорскому бассейновому округу, водохозяйственный участок реки — Вычегда от города Сыктывкар и до устья, речной подбассейн реки — Вычегда. Речной бассейн реки — Северная Двина.
Код объекта в государственном водном реестре — 03020200212103000024228.